# CG集团
CG集团（德語：CG Gruppe）是一家总部设在的柏林的德国房地产开发公司，由克里斯托弗·格勒纳（Christoph Gröner）于1995年设立，现时拥有约900名员工。其业务重点是为机构投资者建造出租公寓，并通过建築信息模型（BIM）进行具有成本效益的批量开发。康苏斯不动产持有该公司75%的股份。